# Karl Wahlberg
Karl Wahlberg (* 31. März 1874 in Stockholm; † 1. August 1934 ebenda) war ein schwedischer Curler.
Wahlberg spielte als Second in der schwedischen Mannschaft bei den I. Olympischen Winterspielen 1924 in Chamonix im Curling. Die Mannschaft gewann die olympische Silbermedaille.

## Erfolge
- 2. Platz Olympische Winterspiele 1924